# جو کولیستر
جو کولیستر (انگلیسی: Joe Collister؛ زادهٔ ۱۵ دسامبر ۱۹۹۱) بازیکن فوتبال اهل بریتانیا است.
از باشگاه‌هایی که در آن بازی کرده‌است می‌توان به باشگاه فوتبال ترانمره راورز، باشگاه فوتبال آلترینچام، باشگاه فوتبال تلفورد یونایتد، باشگاه فوتبال فلیتوود، باشگاه فوتبال تاموورث، و باشگاه فوتبال بارول اشاره کرد.